# Visionaire Studio
Visionaire Studio is een game engine om grafische point-and-click avonturenspellen te ontwikkelen. De toepassing werd gemaakt door het Duitse Visionaire Team. Van de game engine bestaat een versie voor Microsoft Windows en Mac OS. Het programma is vergelijkbaar met tools zoals Adventure Game Studio, AGI Studio en Adventure Maker.
Visionaire Studio bestaat grotendeels uit een scripttaal met voorgedefinieerde acties waardoor effectieve programmatie tot een minimum wordt herleid. Daarvoor doet het programma onder andere beroep op de Lua scripttaal. Verder worden OpenGL, DirectX en DirectDraw ondersteund, alsook FFmpeg voor het afspelen van audio- en videofragmenten.